# Polibutadiene con radicali ossidrilici terminali
Il polibutadiene con radicali ossidrilici terminali (o HTPB acronimo di hydroxyl-terminated polybutadiene) è un oligomero del butadiene terminato ad ogni estremità da un gruppo ossidrilico. È un liquido trasparente, insolubile in acqua e particolarmente viscoso le cui proprietà fisiche variano a seconda della lunghezza della catena e il grado di ramificazione.
I poliuretani preparati a partire dall'HTPB trovano un largo uso in svariate applicazioni, dagli adesivi e sigillanti a elastomeri ad alta resistenza meccanica e chimica o nella produzione di propellente solido per razzi e missili.

## Propellente solido
L'utilizzo dell'HTPB come legante alla base di un propellente solido per motori a razzo fu proposto per la prima volta nel 1961 dal chimico austriaco Karl Klager anche se per oltre un decennio furono preferiti termopolimeri a base acrilica già collaudati come il PBAN e il CTPB. Grazie alle sue superiori caratteristiche meccaniche a bassa temperatura e di stabilità nel tempo, però, fu largamente impiegato nelle applicazioni civili e militari a partire dai primi anni settanta.
Nel propellente solido, l'HTPB costituisce il legante organico ed è generalmente unito al perclorato d'ammonio come nei primi tre stadi del vettore Vega o nei booster dell'Ariane 5. In alcuni tipi di motore a razzo ibridi come quello che spinge la SpaceShipTwo, l'HTPB (solidificato con opportuni additivi) costituisce il combustibile su cui è fatto scorrere un flusso liquido di ossidante (protossido di azoto) che alimenta e sostiene la combustione.